# NWA North American Tag Team Championship (Florida version)
L'NWA North American Tag Team Championship (Florida version) è stato un titolo di wrestling promosso dalla National Wrestling Alliance (NWA).
Il titolo fu attivo dal 1981 al 1982, quando fu ritirato e sostituito nel territorio dal NWA Global Tag Team Championship.

## Storia
Il titolo fa parte di una serie di riconoscimenti con lo stesso nome promossi dai territori della NWA. La Florida iniziò a promuovere una sua versione del titolo nel 1981, quando riconobbe The Assassins come campioni al loro arrivo nel territorio. Il titolo rimase attivo per circa un anno, venendo sostituito nel corso del 1982 dal NWA Global Tag Team Championship, che un anno più tardi fu sostituito a sua volta dalla versione della florida del NWA United States Tag Team Championship. 

## Albo d'oro
| Legenda  |                                                                               |
| -------- | ----------------------------------------------------------------------------- |
| #        | Indica il numero del regno titolato                                           |
| Regno    | Viene indicato il numero del regno del campione                               |
| Data     | La data in cui il titolo è stato vinto                                        |
| Località | Indica il luogo in cui il titolo è stato vinto                                |
| Note     | Indica notizie particolari riguardanti i cambi di titolo o altre informazioni |

| # | Campione                            | Regno | Data            | Giorni | Località                  | Evento     | Note | Fonti |
| - | ----------------------------------- | ----- | --------------- | ------ | ------------------------- | ---------- | --- | ----- |
| 1 | Assassin #1 e Assassin #2           | 1     | marzo 1981      | --     | --                        | --         | I due furono promossi come detentori di questa nuova versione del titolo al loro arrivo nel territorio.  |       |
| 2 | Mike Graham e Steve Keirn           | 1     | 12 maggio 1981  | --     | Tampa, Florida            | House show | |       |
| — | Vacante                             | —     | giugno 1981     | —      | —                         | —          | Il titolo fu reso vacante per motivi non noti.                                                           |       |
| 3 | Assassin #1 e Assassin #2           | 2     | 16 giugno 1981  | --     | Tampa, Florida            | House show | Vincendo un torneo per riassegnare i titoli vacanti, sconfiggendo in finale Cocoa Samoa e Tommy Gilbert. |       |
| — | Vacante                             | —     | settembre 1981  | —      | —                         | —          | Il titolo fu reso vacante quando Mr. Saito si finse uno degli Assassin in una difesa titolata.           |       |
| 4 | Jack Brisco e Jerry Brisco          | 1     | 8 ottobre 1981  |        | Jacksonville, Florida     | House show | Vincendo un torneo per riassegnare i titoli vacanti, sconfiggendo in finale Assassin #1 e Bobby Jaggers. |       |
| 5 | Dory Funk Jr. e Terry Funk          | 1     | 7 gennaio 1982  |        | Tampa, Florida            | House show | |       |
| 6 | Jack Brisco e Jerry Brisco          | 2     | 16 gennaio 1982 |        | Saint Petersburg, Florida | House show | |       |
| 7 | Dory Funk Jr. (2) e David Von Erich | 1     | 7 marzo 1982    |        | Orlando, Florida          | House show | |       |
| 8 | Sweet Brown Sugar e Bruce Reed      | 1     | 11 aprile 1982  |        | Orlando, Florida          | House show | |       |
| — | Disattivato                         | —     | 1982            | —      | —                         | —          | Il titolo fu reso vacante e sostituito con il NWA Global Tag Team Championship.                          |       |